# Аубакірова Жанія Яхіяєвна
Жанія Яхіяєвна Аубакірова (нар. 19 квітня 1957; Алма-Ата, Казахська РСР, СРСР) — казахська піаністка, музична педагогиня, професорка та колишня багаторічна Ректор Казахської національної консерваторії (1997—2018).
Народна артистка Республіки Казахстан (РК)(1991). Лауреат Державної премії РК в галузі літератури і мистецтва (2002). Лауреат Державної премії миру і прогресу Першого Президента Республіки Казахстан — Лідера нації(2012).

## Біографія
Батько — Яхія Аубакіров (1925—2008), академік HAH PK, економіст. Походить з підроду Коянчі-Тагай роду Каракесек племені Аргин.
Сестра — Жанар Аубакірова, зав. кафедрою теоретичної і прикладної економіки КазНПУ імені Абая, доктор економічних наук, професор.
Жанія пішла не в економісти, а в музиканти. Закінчила Московську державну консерваторію ім. П. І. Чайковського (1979) і в 1981 р. аспірантуру під керівництвом професора Л. М. Власенко.
З 1979 року — концертмейстер Державного академічного театру опери і балету ім. Абая і асистент-стажист Московської консерваторії ім. П. І. Чайковського.
З 1981 року була старшим викладачем, доцентом, завідувачем кафедри спеціального фортепіано Алма-Атинської державної консерваторії ім. Курмангази .
З 1983 року — солістка Казахської державної філармонії ім. Джамбула.
З 1993 року — професор Алматинської державної консерваторії.
У 1994 році заснувала «Авторську школу Жаніі Аубакірової», яка працює за сучасними освітніми методиками і технологіями.
З 1997 року по 2018 рік — ректор Казахської національної консерваторії імені Курмангази. Під її керівництвом в 2001 році вузу було присвоєно статус національного.
У 1998 році з ініціативи Жаніі організовано музичне агентство «Класика», яке з величезним успіхом провело кілька міжнародних проектів, включаючи «Казахські сезони у Франції», організувало концерти більш ніж в 18 країнах, записало більше 30 компакт дисків, понад 20 музичних фільмів про казахстанських виконавців.
У листопаді 2009 року Студентський Симфонічний оркестр Казахської національної консерваторії ім. Курмангази зробив гастрольне турне по п'яти найбільших містах США: Лос-Анджелес, Сан-Франциско, Вашингтон, Бостон і Нью-Йорк на запрошення компанії «IMJ artist» і за спонсорством компанії «Шеврон». Молоді музиканти разом зі своїм ректором народною артисткою РК Жанією Аубакіровою виступили в найвідоміших залах світу — Кеннеді-центрі і Карнегі-холі.
При її підтримці та участі були засновані:
- 2001 — міжнародна програма «Висхідні зірки».
- 2002 — коледж Жаніі Аубакірової (недержавна установа освіти, що працює за сучасними авторськими методиками і технологіями.
- 2004 — магістерська програма «Arts Management», спрямована на виховання професійних менеджерів у сфері мистецтва та культури; міжнародний конкурс піаністів і фестивалі сучасної музики.

## Нагороди та звання
- 1983 — 2-й Гран-прі і спеціальний приз «За краще виконання творів сучасних французьких композиторів» на Міжнародному конкурсі Маргарет Лонг і Жака Тібо у Франції
- 1985 — Гран-прі Міжнародного конкурсу камерних ансамблів у Франції (Париж, спільно з Гаухар Мурзабековой)
- 1991 — Народна артистка Республіки Казахстан
- 1998 — кавалер ордена мистецтв і літератури Франції
- 2001 — лауреат Незалежної премії «Платиновий Тарлан»
- 2002 — лауреат Державної премії Республіки Казахстан
- 2003 — володар премії Європейської унії мистецтв імені Густава Малера
- 2008 — кавалер ордена громадського визнання «Катерина Велика» II ступеня «За зміцнення дружби між Казахстаном і Росією»
- 2008 — орден благородства
- 2009 — Нагрудний знак «За заслуги перед польською культурою»
- 2011 — Золотий Хрест Заслуги (Польща)
- 2012 — Державна премія миру і прогресу Першого Президента — Лідера нації
- 2016 — Ювілейна медаль «25 років незалежності Республіки Казахстан»[4]
- 2018 — Почесний громадянин Шетського району[5]
- Нагороджена особистим листом подяки та нагрудним знаком Першого Президента Республіки Казахстан.
- Нагороджена кількома державними і урядовими медалями Республіки Казахстан.
- Почесний працівник освіти Республіки Казахстан [Архівовано 11 квітня 2020 у Wayback Machine.] і «Відмінник освіти Республіки Казахстану»

## Дискографія в DVD
- Дует з Маратом Бісенгалієвим (скрипка)
- Концерт в залі Гаво (Франція)
- Концерт з Російським національним оркестром (Росія)
- Концерт в церкві Сент-Луї (Франція)

## Книги
- Аубакірова Ж. Я. «Әке туралы сө (Слово про батька). Сторінки пам'яті», Алмати 2009.

## Сім'я
Чоловік — Сапаргалієв Галим Габбасович — директор Авторської школи Жаніі Аубакірової.
Сини — Алмас, Аліхан.